# 原子爆弾解体新書〜ハウ・トゥ・ディスマントル・アン・アトミック・ボム
『原子爆弾解体新書〜ハウ・トゥ・ディスマントル・アン・アトミック・ボム』（げんしばくだんかいたいしんしょ ハウ・トゥ・ディスマントル・アン・アトミック・ボム、How to Dismantle an Atomic Bomb）は、アイルランドのロックバンド、U2の11枚目のスタジオ・アルバム。2006年のグラミー賞において最優秀アルバム賞および最優秀ロック・アルバム賞を受賞した評価の高いアルバムである。

## 概要
タイトルはボーナストラックの「Fast Cars」の歌詞の一節から。Bombとは先年亡くなったボノの父親ボブ・ヒューソンのことである。
当初、クリス・トーマスをプロデューサーに迎えてセッションを行っていたが、満足するものが出来上がらず、スティーブ・リリーホワイト、ブライアン・イーノ、ダニエル・ラノワ、フラッド、ジャックナイフ・リー、ネリー・フーパーなどの一流プロデューサーを次から次に注ぎ込んでなんとか完成させた。
自ら先駆けとなったロックンロールリバイバル・ブームに乗っかったエッジのギターがギンギンに唸り、アダムとラリーのリズム隊がドタバタ忙しいロックアルバムで、当時ボノは「ファーストアルバムのつもりで作った」とか「The Whoの『Who's Next』を意識した」とか「BuzzcocksやSiouxsie and the BansheesやEcho & The BunnymenなどU2を作ったバンドを聴いていた」と発言しており、Black Rebel Motorcycle ClubやYeah Yeah Yeahsなど当世のバンドの名前にも言及していた。
アルバムのセールスは900万枚を超え、再びグラミー賞を多数受賞して商業的にも批評的にも大成功し、日本でもっとも売れたU2のアルバムとなったが、ボノは「曲は最高なのに部分が全体を超えていない」という趣旨のことを述べ、音楽評論家のジョン・ウォーターズが「この20年もの間トップの座にあり、そこから滑り落ちまいとしているバンドによる、これといって特徴のないアルバム」という辛辣な評があったからもわかるとおり、いまいち煮えきらない点があったのも事実。この頃からボノの政治活動が本格化し、レコーディングを休みがちだったことも一因かもしれない。
なおアルバム製作中にフランスで本作のサンプルCDが盗まれ、ネット流出が心配される騒ぎが起こった。
シングル曲「ヴァーティゴ」、「オリジナル・オブ・ザ・スピーシーズ」は、iPodのテレビCM曲として知られる。

## グラミー賞獲得歴
- 最優秀アルバム賞（2006年）
- 最優秀ロック・アルバム賞（2006年）
- 最優秀楽曲賞 - サムタイムズ・ユー・キャント・メイク・イット・オン・ユア・オウン（2006年）
- 最優秀ロックパフォーマンス・グループ部門 - ヴァーティゴ（2005年）
- 最優秀ロックパフォーマンス・グループ部門 - サムタイムズ・ユー・キャント・メイク・イット・オン・ユア・オウン（2006年）
- 最優秀ロックソング部門 - ヴァーティゴ（2005年）
- 最優秀ロックソング部門 - シティ・オブ・ブラインディング・ライツ（2006年）
- 最優秀短編ミュージックビデオ賞 - ヴァーティゴ（2005年）

## 収録曲

### 楽曲一覧
| 全作曲: U2。 |                                                                      |                  |            |                                                                |      |
| #            | タイトル                                                             | 作詞             | 作曲・編曲 | プロデューサー                                                 | 時間 |
| 1.           | 「ヴァーティゴ」                                                     | ボノ、ジ・エッジ | U2         | スティーヴ・リリーホワイト                                     | 3:14 |
| 2.           | 「ミラクル・ドラッグ」                                               | ボノ、ジ・エッジ | U2         | リリーホワイト、カール・グランヴィル、ジャックナイフ・リー     | 3:59 |
| 3.           | 「サムタイムズ・ユー・キャント・メイク・イット・オン・ユア・オウン」 | ボノ             | U2         | クリス・トーマス、リリーホワイト、ネリー・フーパー             | 5:08 |
| 4.           | 「ラヴ・アンド・ピース・オア・エルス」                               | ボノ、ジ・エッジ | U2         | ブライアン・イーノ、ダニエル・ラノワ、トーマス、リー、フラッド | 4:50 |
| 5.           | 「シティ・オブ・ブラインディング・ライツ」                           | ボノ             | U2         | フラッド、トーマス、リー                                       | 5:47 |
| 6.           | 「オール・ビコーズ・オブ・ユー」                                     | ボノ             | U2         | リリーホワイト                                                 | 3:39 |
| 7.           | 「ア・マン・アンド・ア・ウーマン」                                   | ボノ             | U2         | リー、リリーホワイト、グランヴィル                             | 4:30 |
| 8.           | 「クラムズ・フロム・ユア・テーブル」                                 | ボノ             | U2         | リリーホワイト、リー                                           | 5:03 |
| 9.           | 「ワン・ステップ・クローサー」                                       | ボノ             | U2         | トーマス、ラノワ、リー                                         | 3:51 |
| 10.          | 「オリジナル・オブ・ザ・スピーシーズ」                               | ボノ             | U2         | リリーホワイト、リー                                           | 4:41 |
| 11.          | 「ヤハウェ」                                                         | ボノ、ジ・エッジ | U2         | トーマス                                                       | 4:21 |
| 合計時間:    | 合計時間:                                                            | 合計時間:        | 合計時間:  | 49:03                                                          |      |

| #         | タイトル             | 作詞         | 作曲・編曲 | プロデューサー | 時間 |
| --------- | -------------------- | ------------ | ---------- | -------------- | ---- |
| 12.       | 「ファスト・カーズ」 | ボノ、エッジ |            | リリーホワイト | 3:43 |
| 合計時間: | 合計時間:            | 合計時間:    | 53:09      |                |      |

### 楽曲解説
- ミラクル・ドラッグ - Miracle Drug
U2のメンバーの母校マウントテンプル・スクールの同窓生で、詩人・作家であるクリストファー・ノーランについての曲。彼は脳性麻痺をもって生まれたが、母親の愛情と献身的な介護によって、特製のコンピューターとキーボードで文字を打てるようになり、文才を発揮して、詩集や小説を著し、アイルランド最高の文学賞であるウィットブレッド賞を受賞した。2009年、異物を喉に詰まらせて、43歳の若さで亡くなった。[2]
「With or Without You」と同じコード進行。「All That You Can't Leave Behind」のアウトテイク「Levitate」の一部が使われている。ボノとエッジの他、ラリーもコーラスに加わった「Numb」と並ぶ三人ヴォーカルの曲（でもラリーの声は聞こえない）。
2004年イグアナ（スペイン）年間ベストシングル第35位
- ラヴ・アンド・ピース・オア・エルス - Love and Peace or Else
「All That You Can't Leave Behind」のアウトテイク。
- ア・マン・アンド・ア・ウーマン - A Man and a Woman
エンジニアがミキシングをしていたら、ボノがそれを気に入り、ベースギターを手に取って歌い始めて生まれた曲。エッジが弾いているアコースティック・ギターは別の曲から持ってきて、繋ぎ合わせたものである。ボノのヴォーカルにはThin Lizzyのフィル・ライノットの影響があるのだという。ボノは「夏のニューヨークでポーチに座っているようなサウンドだ。僕はThe Clashとマービン・ゲイを一つに繋ぎ合わせてみたかったんだ」と評している。曲のテーマは女性に対する忠誠とロマンスの再発見。[2]ボノは野放図なセックスなど退屈な代物で、1人の女性を愛するほうがずっとセクシーだという考え方の持ち主である。
ツアーでは1度も演奏されたことがないが、ビル・クリントンの慈善事業と65歳の誕生日を祝うコンサートで、ボノとエッジによってアコギで演奏されたことがある。
- クラムズ・フロム・ユア・テーブル - Crums from Your Table
フランスの別荘で、ボノとエッジが酔っ払った状態で書いた曲で、最貧国が先進国に「テーブルの上のパン（Crumbs from Your Table）」、つまり経済援助をしてもらうために、平身低頭の姿勢でいなければならないことに怒っている。[2]Vertigoツアーで7回演奏された。
- ワン・ステップ・クローサー - One Step Closer
「All That You Can't Leave Behind」のアウトテイクで、丁度、近くに来ていたラノワにペダルスチールに加わってもらって、ボノとエッジはギターという編成でセッションして作った曲。ボノが父親のボブのために作った曲で、One Step Closerとは、ボノが「（瀕死の）父親は神を信じていると思うかい？」とノエル・ギャラガーに尋ねると、彼は「（神というものを理解できるところへ）一歩近づいているじゃないか」と答えたことが由来。ライナーノーツにはノエル・ギャラガーへの感謝の念が記されている。ボノは「The Velvet Undergroundから始まって、カントリーソングのようになった」と述べているが、エッジはグラム・パーソンズのようだと述べている。[2]ライブで演奏されたことは1度もない。
- ヤハウェ - Yahweh
レコーディングの前からエッジが構想を温めていた曲で、最初のテイクでボノがヴォーカルパートを付け加えたことにより、ドラマティックに発展。メンバーによれば、「書いた」のではなく「書かれた」曲の一つだそうだ。クリス・トーマスが去った後、、ラノワとリリーホワイトがプロデュースを担当し、ラノワなどはマンドリンまで採り入れようとしたが、完成作はトーマスプロデュース時のものとほとんど変わらないのだという。[2]
- ファスト・カーズ - Fast Cars (英国盤・日本盤ボーナストラック)

## 評価

### イヤーオブ
- 2004年ローリングストーン年間ベストアルバム第7位[5]
- 2004年ローリングストーン読者が選ぶ年間ベストアルバム第1位[6]
- 2004年アンカット年間ベストアルバム第35位[7]
- 2004年スピン年間ベストアルバム第29位[8]
- 2004年NME年間ベストアルバム50第18位[9]
- 2004年Qマガジン年間ベストアルバム第4位[10]
- 2004年Mojoの読者が選ぶ年間ベストアルバム第9位[11]
- 2004年ワード年間ベストアルバム第9位[12]
- 2004年Humo（フランス）年間ベストアルバム第6位[13]
- 2004年イグアナ（スペイン）年間ベストアルバム第29位[14]
- 2004年スヌーザー年間ベストアルバム第7位[15]
- 2004年IFPI・2004年ベストセラーアルバム第4位
- 2006年グラミー賞最優秀アルバム賞
- 2006年グラミー賞最優秀ロック・アルバム賞
- 2006年メテオラ・ミュージック・アワード最優秀アイリッシュアルバム

### オールタイム
- 2006年BBCレディオ2が選ぶオールタイムベストアルバム第63位[16]
- 2010年ローリングストーンが選ぶ00年代ベストアルバム100/ 68位[17]
- 2010年Qマガジンが選ぶ21世紀のアーチスト＆アルバム第33位[18]
- 2011年Qマガジンが選ぶ人生のアルバム250第95位[19]